# WrestleMania XI
WrestleMania XI a fost cea de-a unsprezecea ediție a pay-per-view-ului anual WrestleMania organizat de promoția World Wrestling Federation. A avut loc în arena Hartford Civic Center din Hartford, Connecticut pe data de 2 aprilie 1995. Evenimentul a fost foarte mediatizat datorită împlicării fotbalistului american Lawrence Taylor.

## Rezultate
- The Allied Powers (Lex Luger și The British Bulldog) i-au învins pe The Blu Brothers (Jacob and Eli) (însoțiți de Uncle Zebekiah) (6:34)
  - Bulldog l-a numărat pe unul din frații Blu, folosind un roll-up.
- Razor Ramon l-a învins pe campionul intercontinental Jeff Jarrett (însoțit de The Roadie) prin descalificare (13:32)
  - Jarrett a fost descalificat datorită interferenței în meci a lui Roadie. Jarett și-a păstrat titlul de campion.
  - The 1-2-3 Kid și-a făcut apariția după meci pentru a-l ajuta pe Ramon, atacat de Jarret și Roadie.

- The Undertaker (însoțit de Paul Bearer) l-a învins pe King Kong Bundy (însoțit de Ted DiBiase) (6:36)
  - Undertaker a câștigat prin pinfall, după executarea unui flying clothesline.
- Owen Hart și Yokozuna i-au învins pe The Smokin' Gunns (Billy și Bart), câștigând titlul WWF Tag Team Championship (9:42)
  - Apariția lui Yokozuna a fost una neașteptată, deoarece Owen Hart nu a declarat înaintea evenimentului care va fi coechipierul său; aceasta a fost prima apariție a lui Yokozuna după participarea sa la Survivor Series 1994.
  - Owen l-a numărat pe Billy după ce Yokozuna a executat un banzai drop.

- Bret Hart l-a învins pe Bob Backlund într-un meci de tipul "I Quit", care l-a avut pe Roddy Piper în postura de arbitru special) (9:34)
  - Backlund a fost prins într-un Crossface Chickenwing și a spus ceva neinteligibil la microfon. Piper a interpretat spusele lui Backlund ca un abandon și l-a declarat pe Hart câștigător.
- Diesel (însoțit de Pamela Anderson) l-a învins pe Shawn Michaels (însoțit de Sid și Jenny McCarthy), păstrându-și titlul de campion WWF (20:35)
  - Diesel a câștigat prin pinfall, după ce i-a aplicat lui Michaels un Jacknife Powerbomb.
- Lawrence Taylor l-a învins pe Bam Bam Bigelow (însoțit de Ted DiBiase) (11:42)
  - Taylor l-a numărat pe Bigelow după un flying forearm de pe a doua coardă.
  - Lawrence Taylor a fost însoțit în ring de Ken Norton, Jr., Carl Banks, Rickey Jackson, Steve McMichael, Reggie White, și Chris Spielman. Bam Bam a fost acompaniat de membrii ai Million Dollar Corporation: I.R.S., Kama, Nikolai Volkoff, Tatanka și King Kong Bundy.
  - Salt-N-Pepa au interpretat melodia de intrare a lui Lawrence Taylor's, o versiune modificată a piesei "Whatta Man".

## Alți participanți
| Comentatori - Jerry "The King" Lawler - Vince McMahon Comentatori francezi - Jean Brassard - Raymond Rougeau Comentatori germani - Carsten Schaeffer - Günther Zapf | Ring announcer - Howard Finkel Reporteri - Gorilla Monsoon - Todd Pettengill - Jim Ross Arbitrii - Mike Chioda - Danny Davis - Jack Doan - Earl Hebner - Tim White |

## De reținut
- WrestleMania XI a fost singura ediție WrestleMania de până acum care a avut loc în Connecticut, statul în care își are sediul compania World Wrestling Entertainment.
- Televiziunea FOX a redifuzat în toamna 1995 o parte din eveniment, în cadrul unei emisiuni speciale.
- Printre celebritățile prezente la eveniment s-au numărat: Ken Norton, Jr., Carl Banks, Rickey Jackson, Steve McMichael, Reggie White, Chris Spielman, Lawrence Taylor, Pamela Anderson, Jonathan Taylor Thomas, Jenny McCarthy, Nicholas Turturro, Salt-N-Pepa, și Larry Young.